# Пилатківська сільська рада
Пила́тківська сільська́ ра́да — колишня адміністративно-територіальна одиниця та орган місцевого самоврядування в Чортківському районі Тернопільської області. Адміністративний центр — с. Пилатківці.

## Загальні відомості
- Територія ради: 2,713 км²
- Населення ради: 493 особи (станом на 2001 рік)
- Територією ради протікає річка Нічлава

До 19 липня 2020 р. належала до Борщівського району.
20 листопада 2020 р. увійшла до складу Борщівської міської ради.

## Населені пункти
Сільській раді були підпорядковані населені пункти:
- с. Пилатківці
- с. Грабівці

## Населення
Згідно з переписом УРСР 1989 року чисельність наявного населення сільської ради становила 986 осіб, з яких 433 чоловіки та 553 жінки.
За переписом населення України 2001 року в сільській раді мешкало 488 осіб.

### Мова
Розподіл населення за рідною мовою за даними перепису 2001 року:
| Мова       | Відсоток |
| ---------- | -------- |
| українська | 99,80 %  |
| російська  | 0,20 %   |

## Склад ради
Рада складається з 12 депутатів та голови.
- Голова ради:
- Секретар ради: Мельничук Галина Володимирівна

### Керівний склад попередніх скликань
| Прізвище, ім'я, по батькові | Основні відомості                                                   | Дата обрання | Дата звільнення |
| --------------------------- | ------------------------------------------------------------------- | ------------ | --------------- |
| Кіцак Петро Васильович      | Сільський голова, 1969 року народження, член Народного Руху України | 26.03.2006   | 31.10.2010      |

Примітка: таблиця складена за даними сайту Верховної Ради України

### Депутати
За результатами місцевих виборів 2010 року депутатами ради стали:

#### За суб'єктами висування
| Суб'єкт висування | Кількість обраних депутатів | %   |
| ----------------- | --------------------------- | --- |
| Самовисування     | 12                          | 100 |

#### За округами
| № округу | Прізвище, ім'я, по батькові    | Дата визнання обраним | Освіта             | Партійна приналежність | Відомості про обраного депутата                                 |
| -------- | ------------------------------ | --------------------- | ------------------ | ---------------------- | --------------------------------------------------------------- |
| 1        | Герчак Ірина Дмитрівна         | 02.11.2010            | вища               | позапартійна           | Пилатківська с/р, секре тар                                     |
| 2        | Тарасюк Руслан Леонідович      | 02.11.2010            | середня            | позапартійний          | тимчасово не працює                                             |
| 3        | Рибух Петро Іванович           | 02.11.2010            | середня            | позапартійний          | тимчасово не працює                                             |
| 4        | Возьний Руслан Степанович      | 02.11.2010            | середня            | позапартійний          | тимчасово не працює                                             |
| 5        | Мельничук Галина Володимирівна | 02.11.2010            | середня            | позапартійна           | Платків ська с/р, бухгал тер                                    |
| 6        | Рихлівська Галина Іванівна     | 02.11.2010            | вища               | позапартійна           | тимчасово не працює                                             |
| 7        | Войчишин Юрій Григорович       | 02.11.2010            | вища               | позапартійний          | Тернопільська філія ЗАТ, компанії «РАЙЗ», директор              |
| 8        | Герчак Ігор Михайлович         | 02.11.2010            | середня            | позапартійний          | тимчасово не працює                                             |
| 9        | Жарський Богдан Михайлович     | 02.11.2010            | середня            | позапартійний          | тимчасово не працює                                             |
| 10       | Вадовська Леся Дем'янівна      | 02.11.2010            | середня спеціальна | позапартійна           | Пилатківський сільський фельдшерсько-акушерський пункт, фельшер |
| 11       | Присяжна Марія Іванівна        | 02.11.2010            | середня            | позапартійна           | тимчасово не працює                                             |
| 12       | Гірчак Іван Михайлович         | 02.11.2010            | середня            | позапартійний          | тимчасово не працює                                             |